# Collebeato
Collebeato (Cobiàt in dialetto bresciano) è un comune italiano di 4 455 abitanti della provincia di Brescia, nella bassa Val Trompia, in Lombardia.

## Geografia fisica

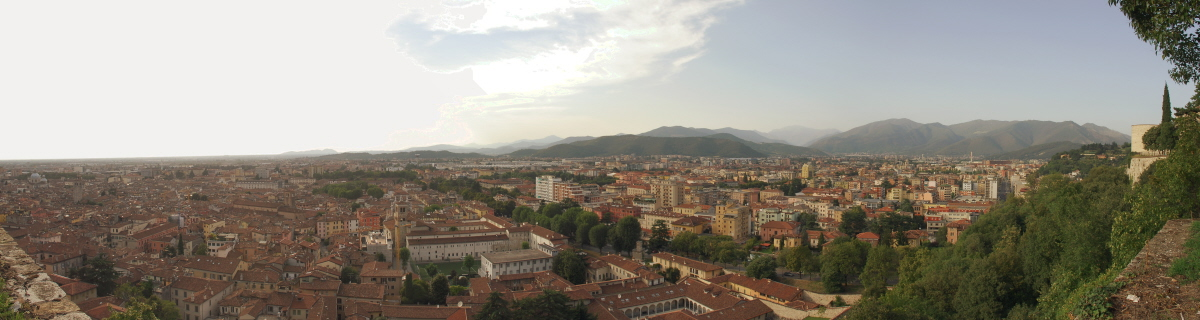
Le zone ovest e nord-ovest di Brescia viste dal castello con sullo sfondo le colline di Collebeato

Collebeato, nell'hinterland nord di Brescia è racchiuso all'interno della conca dei monti Picastello, Campiani, Peso, Dosso Boscone e Sasso nella parte in cui la bassa Val Trompia si incontra con la pianura padana, sul confine più orientale della Franciacorta, bagnato dal fiume Mella.

## Storia

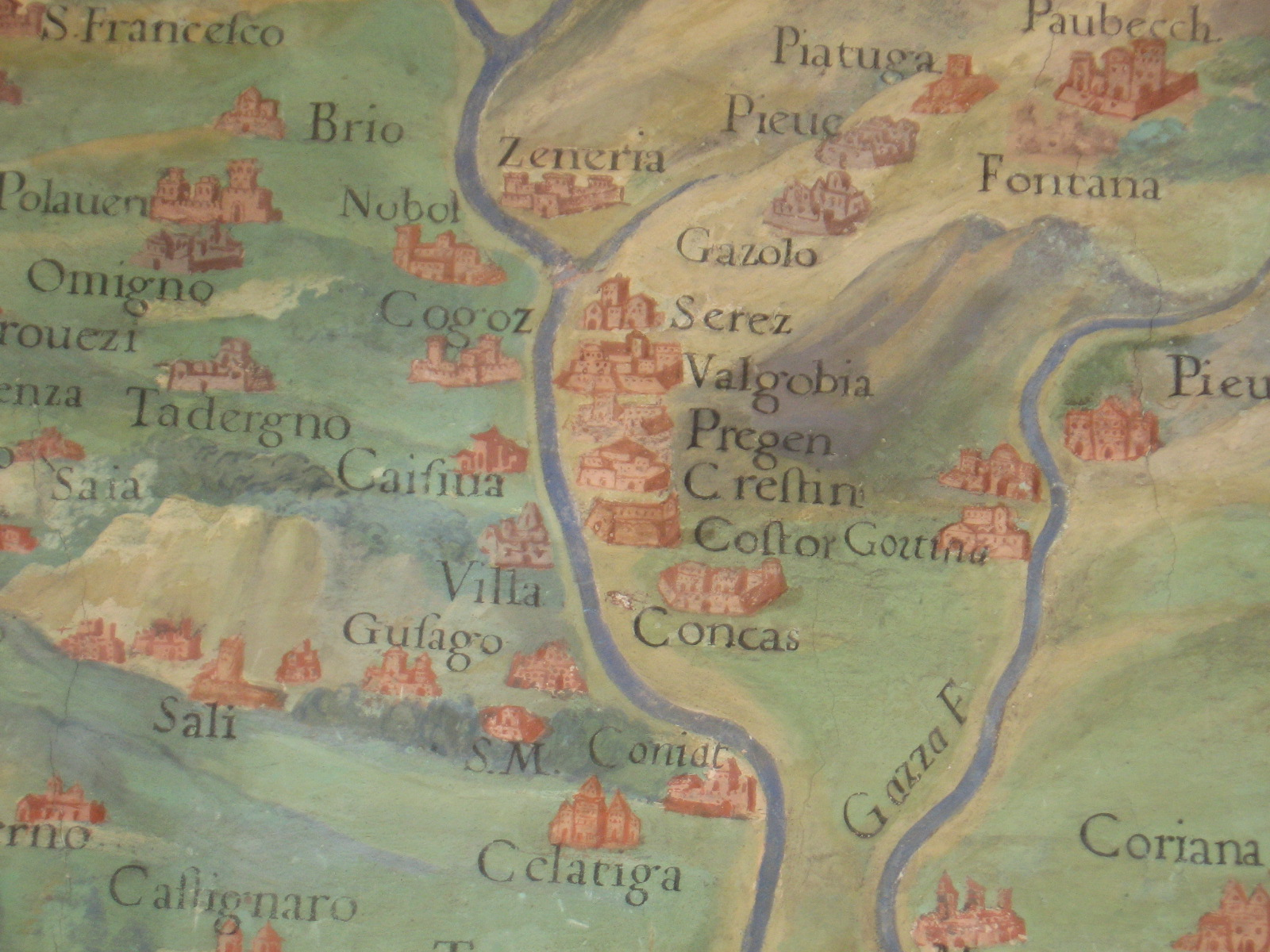
Mappa della zona contenuta nei Musei Vaticani, in cui si riconosce Coniat.

In epoca romana il territorio di Collebeato era una zona collinare poco abitata a ridosso delle paludi create dal fiume Mella. Vi sono stati rinvenuti pochissimi reperti: quattro cippi sepolcrari di età imperiale e i resti dell'antico tracciato romano che da Brixia attraverso il Ponte Crotte portava alla Valle Trompia salendo sulle colline.
Nel 958 nel diploma di Berengario II e Adalberto una chiesa dedicata a San Paolo risulta come proprietà dell'Abbazia di Leno, si tratta probabilmente del primo riferimento alla comunità di Collebeato.
Nel 1014 il nome Cubiadum (Cubiado) compare in modo esplicito per la prima volta fra le proprietà dell'Abbazia di Leno nel diploma imperiale di Enrico II. L'etimologia del nome deriva dal latino "copulatum" e sta a significare "accoppiato". Il nome ricorre anche nel diploma di Enrico II del 1019 e poi in quelli di Corrado II del 1026 e 1036 e risulta presente in bolle papali e diplomi imperiali fino al 1434. I monaci benedettini di Leno provvedono ad ampie bonifiche delle paludi del Mella. A fianco dei territori gestiti dagli abati sorge una vicinia comunale nelle terre da cui trae le decime il vescovo di Brescia.
Dal 1186 al 1194 risulta attivo il notaio Gerardus de Cubiado, nominato dall'imperatore Federico Barbarossa. Ci sono pervenuti otto documenti da lui firmati.
Nel 1194 (15 novembre) si tiene un processo per determinare se le proprietà terriere di Cubiado fossero sotto l'Abate di Leno o sotto il Vescovo di Brescia. Testimoniano i due capofamiglia anziani di Cubiado Villano di Fra Le Corti e Alberto da Pozzo.
Nel 1274 Padre Giovanni da Cobiado è direttore del complesso ospitaliero della Chiesa di San Giacomo al Mella, sulla via che da Brescia porta a Milano.
Nel 1280 Cobiato è annoverato tra i comuni che debbono mantenere il Ponte delle Crotte sulla strada verso Brescia.
Il 1º dicembre 1336 Jacopo da Cobiado, medico in Brescia, è annoverato come teste in una investitura feudale in città presso il vescovo Giacomo de Actis.
Nel 1483 il nobile veneziano Marco Sanuto descrive nel suo itinerario nella terraferma veneziana il "giardino bellissimo" del nobile conte Antonio Martinengo. Nel secolo XV Collebeato diviene luogo di villeggiatura per nobili e religiosi della città di Brescia per la stagione estiva, sono edificate importanti ville e due monasteri (Santa Croce e Santo Stefano).
Nel 1512 Collebeato subì assedio militare da parte di soldatesche francesi che attaccavano la veneziana Brescia. Mariotto Martinengo, ispirato dalla distruzione delle battaglie, scrive il poemetto in volgare italiano "Il Pianto del dio Pan per la rovina del Colle beato", utilizzando per la prima volta il nome poetico "Colle-beato" invece del più medievale "Cobiato". Nel clima rinascimentale e di umanesimo portato dai nobili che villeggiavano a Collebeato, oltre allo sviluppo di ville e palazzi, nascono anche maestranze artistiche locali, tra queste risulta attivo nel XVI secolo un pittore e decoratore nativo del paese Jacobino da Cobiato, di cui però non si conoscono opere.
Nel 1554 Galeazzo dagli Orzi, segretario di Mariotto Martinengo, pubblica a Brescia una prima edizione del poema in volgare bresciano "La massera da bé" (la brava massaia) primo libro che nobilita la lingua bresciana come lingua letteraria. La protagonista del libro è la massaia Flor da Coblat. Nel 1565 esce la versione veneziana del libro.
Nel 1609 il veneziano Giovanni Da Lezze descrive nel Catastico Bresciano il territorio di Cobiato, le ville e gli edifici religiosi.
Nel 1640 il Comune di Cobiato si dota di precisi statuti per l'amministrazione delle acque e per regolare la vita comune.
Nel 1701 inizia l'uso ufficiale del nome Collebeato sulle cartine francesi e dal 1779 sulle carte lombardo-venete il nome resterà ufficialmente questo.
Dal 1770 al 1794 risulta attivo a Collebeato il notaio Bartolomeo Mattanza.
Dal 1737 al 1800 risulta attivo il notaio Gaetano Bonera.
Nel 1833 il patrimonio dei Conti Martinengo, alla morte di Girolamo Silvio Martinengo, nobile veneziano (traduttore nel 1801 del Paradiso perduto di Milton), passò al cugino Alessandro Molin e attraverso la figlia di questi, Maria ai conti friulani Panciera di Zoppola tuttora possessori dei giardini e della splendida villa.
Nel 1850 il Conte Giuseppe Torre presso i giardini della sua villa (l'attuale Parco 1º Maggio) seleziona un nuovo tipo di fiore, la Camelia Japonica "Vergine di Collebeato", un particolarissimo tipo di camelia bianca a spirali concentriche, descritto e ammirato nel 1857 dallo statista Giuseppe Zanardelli in una sua lettera.
Dal 1851 al 1856 Collebeato fu centro dei moti risorgimentali bresciani, vi si rifugiavano i mazziniani ospitati e nascosti presso le ville e le corti del paese; vi era installata una stamperia clandestina. Il patriota Tito Speri radunava e allenava le truppe rivoluzionarie antiaustriache presso i campi del paese.
Nel 1889 nasce a Collebeato il sacerdote, scrittore e intellettuale Pietro Rigosa. Ebbe come allievo e amico Giovan Battista Montini (futuro papa Paolo VI), scrisse molti racconti, tra questi Il leone di Brescia (Gatti, Brescia 1932) romanzo ambientato a Collebeato e dedicato alla vita di Tito Speri.
Nel 1910 l'industriale e benefattore Filippo Rovetta importa dalla Louisiana piantine di pesco americano e nel 1919 avvia una produzione di pesche su larga scala, dissodando ampi appezzamenti di terreno nella zona nord del paese, frutteti ancora oggi esistenti. L'esempio fu seguito ben presto da tutti i proprietari terrieri del paese trasformando l'agricoltura locale in modo radicale. Collebeato fu il principale produttore di pesche nel bresciano fino agli anni Quaranta e tra i principali a livello nazionale producendo oltre novanta specie diverse di pesche. Nel 1936 il "Dopolavoro" organizza la prima Sagra delle Pesche, festa per cui ancora oggi il paese è rinomato nella provincia di Brescia.
Dal 1956 al 1965 fu attiva la cava e la fabbrica del cementificio CEMBRE, attività che portò al declino della peschicoltura per l'incompatibilità ambientale tra le due attività produttive che insistevano sullo stesso territorio.
Nel dopoguerra iniziò l'espansione edilizia del paese, prima con i villaggi delle cooperative bianche di padre Ottorino Marcolini negli anni Cinquanta e Sessanta e negli anni successivi con cooperative rosse. Oggi il territorio pianeggiante è quasi completamente costruito di ville e condomini con ampio giardino. L'abitato residenziale di pregio è inserito nel locale "Parco delle Colline".
Nel settembre 2012 è stato completato il nuovo centro sportivo, un'opera che ha riqualificato completamente la zona dell'ex cementificio Cembre.
Nel 2018 Collebeato vince il premio "La Città per il Verde 2018”. Il premio è stato assegnato all'unanimità dalla giuria della XIX edizione quale riconoscimento della validità ambientale del “Corridoio ecologico del Fiume Mella”.

### Simboli
Lo stemma e il gonfalone sono stati concessi con DPR del 6 ottobre 1975.
L'albero da frutto nello stemma allude alla tradizionale e rinomata coltura delle pesche di Collebeato; nel capo, la ruota dentata rappresenta le attività industriali e l'uva, quelle agricole.
Il gonfalone è un drappo partito di rosso e di azzurro.

## Monumenti e luoghi d'interesse

### Palazzo Panciera di Zoppola
Unico palazzo a Collebeato ancora oggi abitato dai diretti discendenti della nobile famiglia Martinengo è quello dei conti Panciera di Zoppola, una grande proprietà in zona pedecollinare con boschi, giardini e un bellissimo vigneto storico prospiciente l'ingresso principale.

### Altre architetture civili
- Palazzo Conti Martinengo, già Maggi Via (XV e XVI secolo, sede della Biblioteca);
- Villa Nobili Quaglieni (XV - XIX secolo);
- Palazzo ex-Congrega Apostolica, già Villa Conti Durandi (XV - XVII secolo);
- Municipio, già Villa Nobili Ferrari (XV - XX secolo);
- Villa Peschiera (XVIII secolo);
- Villa Del Bono, già Conti Torre (XIX secolo);
- Villa Rota, già Rovetta (XVII secolo);
- Villa Trebeschi, già Uberti (XIX secolo);
- Palazzo Galesi (XIX secolo).

### Architetture religiose
Seppur le prime notizie di una comunità a Collebeato siano attestate all'XI secolo, la parrocchia di Collebeato fu costituita, staccandosi dalla Pieve di Concesio, solo nel XV secolo ed intitolata alla Conversione di San Paolo. L'attuale chiesa parrocchiale fu costruita ingrandendo la precedente a fine XIX secolo e inaugurata nel 1901. Essa contiene opere d'arte del XVI/XX secolo tra le quali i cicli di affresco del Rubagotti sulla Conversione di San Paolo e un Sant'Antonio Adorante opera di Piero Agnetti (1982).
Più antiche le fondamenta del Santuario della Madonna della Calvarola con resti pavimentali del XII secolo. L'attuale edificio è una costruzione settecentesca al cui interno sono presenti affreschi di Pietro Scalvini.
Edifici ecclesiali presenti nel territorio:
- chiesa parrocchiale Conversione di San Paolo (XIX secolo);
- santuario Madonna della Calvarola (XVIII secolo);
- cappella di Sant'Antonio ai Campiani (XVIII secolo);
- cappella cimiteriale dei sacerdoti defunti (XIX secolo);
- cappella del Ricovero Comini (XX secolo);
- monastero di Santo Stefano (XV secolo).

### Aree naturali
Parte del territorio comunale è incluso nel Parco delle colline, che comprende le alture di Dosso Boscone, Monte Zuccolo, Monte Calvarola, Monte Picastello, Monte Ratto e il Monte Peso; quest'ultimo raggiunge un'altitudine massima di 487 m che rappresenta anche il punto più elevato del territorio comunale.

## Società

### Lingue e dialetti
Nel territorio di Collebeato, accanto all'italiano, è parlata la lingua lombarda prevalentemente nella sua variante di dialetto bresciano.

### Evoluzione demografica
Abitanti censiti

## Economia
L'economia agricola di Collebeato, principalmente basata nel Novecento sulla coltivazione delle pesche, oggi si trova ad essere quasi completamente soppiantata dall'edilizia privata. Sono presenti agriturismi e trattorie tipiche bresciane, nonché ristoranti noti per la qualità dei prodotti. La parte produttiva più consistente è però data dal tessuto artigianale e dalla piccola industria, collocata nella zona sud del paese. Molto attivi anche alcuni noti marchi di pasticceria e abbigliamento che hanno la loro sede nel paese.

## Amministrazione
| Periodo       | Periodo       | Primo cittadino                                             | Partito                                   | Carica                      | Note |
| ------------- | ------------- | ----------------------------------------------------------- | ----------------------------------------- | --------------------------- | ---- |
| 1861          | 1887          | Conte Gerolamo Silvio Panciera di Zoppola                   |                                           | Sindaco                     |      |
| 1887          | 1891          | Gaspare Uberti                                              |                                           | Sindaco                     |      |
| 1891          | 1912          | (lacunoso) Francesco Rovetta, Santo Carrara, Silvio Clinger |                                           | Sindaci                     |      |
| 1912          | 1918          | Conte Emilio Panciera di Zoppola                            |                                           | Sindaco                     |      |
| 1918          | 1923          | n.p.                                                        |                                           | Sindaco                     |      |
| 1923          | 1924          | Emilio Maganiello                                           |                                           | Commissario Prefettizio     |      |
| giugno 1924   | dicembre 1924 | Silvio Clinger                                              | PLI                                       | Sindaco                     |      |
| 1925          | 1926          | Giovanni Piovani                                            | PNF                                       | Podestà                     |      |
| 1927          | 1942          | Francesco Rigosa                                            | PNF                                       | Podestà                     |      |
| 1942          | 1944          | Pomentale e Zorzi                                           |                                           | Commissari Prefettizi RSI   |      |
| febbraio 1945 | aprile 1945   | Luigi Pedrotti                                              |                                           | Commissario Prefettizio RSI |      |
| maggio 1945   | agosto 1945   | Luigi Del Bono                                              |                                           | Sindaco                     |      |
| novembre 1945 | aprile 1946   | Luigi Pedrini                                               |                                           | Sindaco                     |      |
| aprile 1946   | ottobre 1946  | Luigi Del Bono                                              |                                           | Sindaco                     |      |
| 1946          | 1951          | Luigi Frassine                                              | DC                                        | Sindaco                     |      |
| 1951          | 1953          | Luigi Pedrotti                                              | DC                                        | Sindaco                     |      |
| 1953          | 1956          | Firmo Bolpagni                                              | DC                                        | Sindaco                     |      |
| 1956          | 1960          | Antonio Rosati                                              | DC                                        | Sindaco                     |      |
| 1961          | 1970          | Gianfranco Fontana                                          | DC                                        | Sindaco                     |      |
| giugno 1970   | marzo 1971    | Ernesto Bonera                                              | DC                                        | Sindaco                     |      |
| aprile 1971   | giugno 1971   | Salvatore Palmiri                                           |                                           | Commissario Prefettizio     |      |
| 1971          | 1982          | Domenico Andreoli                                           | "Alleanza Democratica Popolare" (PSI-PCI) | Sindaco                     |      |
| 1982          | 1993          | Gianfranco Barbieri                                         | "Alleanza Democratica Popolare" (PSI-PCI) | Sindaco                     |      |

Di seguito l'elenco dei sindaci eletti direttamente dai cittadini (dal 1993):
| Periodo        | Periodo        | Primo cittadino           | Partito                                               | Carica  | Note  |
| -------------- | -------------- | ------------------------- | ----------------------------------------------------- | ------- | ----- |
| 7 giugno 1993  | 14 maggio 2001 | Laura Roncaglio Sacchetti | lista civica "Alleanza Democratica" (centro-sinistra) | Sindaco | [ 9 ] |
| 14 maggio 2001 | 16 maggio 2011 | Giovanni Marelli          | lista civica "Unione Democratica" (centro-sinistra)   | Sindaco |       |
| 16 maggio 2011 | 4 ottobre 2021 | Antonio Trebeschi         | lista civica "Unione Democratica" (centro-sinistra)   | Sindaco |       |
| 4 ottobre 2021 | in carica      | Angelo Mazzolini          | lista civica "Unione Democratica" (centro-sinistra)   | Sindaco |       |

### Gemellaggi
Collebeato è stata gemellata, nel biennio 2004-2005, al fine di favorire la produzione di pesche,  con:
- Bivona[10][11]

## Sport

### Calcio
La principale squadra di calcio del paese è la Polisportiva Collebeato 1984 che milita nel girone E bresciano di Seconda Categoria.